# Канвондо
Канвондо́ (кор. 강원도) — во время правления династии Чосон одна из восьми провинций Кореи. Была сформирована в 1395 году, получив имя от первых букв своих главных городов — Каннына (кор. 강릉?, 江陵?) и Вонджу (원주, 原州).
В 1895 году Канвондо была заменена районами Чхунчхон (Чхунчхон-бу; 춘천부, 春川府) на западе и Каннын (Каннын-бу; 강릉부, 江陵府) на востоке. Вонджу вошёл в состав района Чхунджу.
В 1896 Корея была поделена на тринадцать провинций, и два района были снова объединены, сформировав провинцию Канвондо заново. Хотя Вонджу снова был присоединён к ней, столица провинции переехала в Чхунчхон.
После разделения Кореи в 1945 году в северокорейской и южнокорейской частях провинции были установлены свои правительства, а после окончания Корейской войны в 1953 году Канвондо была окончательно де-факто поделена на две части — северокорейскую Канвондо и южнокорейскую Канвондо. При этом и Северная, и Южная Корея не признают раздела провинции, считая часть Канвондо, принадлежащую противоположной стороне, временно оккупированной территорией.